# Cana-do-reino
A planta popularmente conhecida como cana-do-reino, cana-vieira, canavieira, cana-comum ou cana-da-roça (nome científico: Arundo donax) é uma espécie de planta com flor pertencente à família das poáceas (Poaceae). A autoridade científica da espécie é Carlos Lineu (L.), tendo sido publicada em Species Plantarum 1: 81. 1753. Cresce em solos úmidos, frescos ou moderadamente salinos, é nativa do Grande Oriente Médio. Foi amplamente plantada e naturalizada nas regiões temperadas, subtropicais e tropicais suaves de ambos os hemisférios, especialmente no Mediterrâneo, Califórnia, Pacífico Ocidental e Caribe e é considerada uma muito invasiva na América do Norte e Oceania. É considerada espécie invasora em várias regiões, inclusive Portugal. Consta em décimo lugar na lista de 100 das espécies exóticas invasoras mais daninhas do mundo.

## Descrição
A cana-do-reino geralmente cresce de dois a dez metros e as hastes ocas têm de um a quatro centímetros de diâmetro. A folha em forma de espada, com cor verde acinzentada cresce até 60 centímetros (24 polegadas) de comprimento e dois a seis centímetros (0,79 a 2,36 polegadas) de largura com uma ponta afilada e têm um tufo peludo na base. Principalmente se reproduz vegetativamente por rizomas subterrâneos resistentes e fibrosos que formam esteiras nodosas e espalhadas que penetram profundamente no solo, até um metro (3,3 pés) de profundidade. Pedaços de caule e rizoma com menos de cinco centímetros (2 polegadas) de comprimento e contendo um único nó podem brotar facilmente sob uma variedade de condições. Esta propagação vegetativa parece bem adaptada às inundações, que podem quebrar touceiras individuais de cana-do-reino, espalhando os pedaços, que podem brotar e colonizar a jusante.

## Biologia
A temperatura base de crescimento relatada à Cana-do-reino é de 7 °C, com temperatura máxima de 30 °C. Possui alta capacidade fotossintética, associada à ausência de saturação luminosa. As taxas de câmbio do dióxido de carbono são altas em comparação com outras espécies C3 e C4; A absorção máxima de CO2 variou de 19,8 a 36,7 µmol m−2 s−1 em condições naturais, dependendo da irradiância e da idade da folha. A troca de dióxido de carbono é regulada pela condutância da folha. Estudos descobriram que esta planta é rica em compostos ativos de triptamina, mas há mais indicações de plantas na Índia que possuem esses compostos do que nos Estados Unidos. Toxinas como bufotenidina e gramina também foram encontradas. O rizoma seco com o caule removido contém 0,0057% de DMT, 0,026% de bufotenina, 0,0023% de 5-MeO-MMT. As flores também são conhecidas por terem DMT e o análogo N-desmetilado 5-metoxilado, também 5-MeO-NMT. O sal metilado quaternário bastante tóxico de DMT, bufotenidina foi encontrado nas flores. A cana-do-reino também é conhecida por liberar compostos orgânicos voláteis (VOCs), principalmente isopreno.

## Antecedentes genéticos
Na maioria das áreas onde a cana-do-reino cresce (área mediterrânea e Estados Unidos), sementes viáveis não são produzidas. É relatado que a esterilidade resulta da falha da célula mãe do megásporo em se dividir. Essa esterilidade, que limita drasticamente a variabilidade genética, é um obstáculo para programas de melhoramento que visam aumentar a produtividade e a qualidade da biomassa para conversão de energia. Um total de 185 clones foram coletados da Califórnia à Carolina do Sul e geneticamente impressos com os marcadores baseados em SRAP e TE.

## Ecologia
A cana-do-reino é uma planta altamente invasiva nos rios do sudoeste da América do Norte, e sua promoção como biocombustível em outras regiões é uma grande preocupação para cientistas ambientais e administradores de terras. Foi introduzida do Mediterrâneo à Califórnia na década de 1820 para material de cobertura e controle de erosão em canais de drenagem na área de Los Angeles. Foi plantada amplamente na América do Sul e Australásia e na Nova Zelândia está listado sob o Acordo Nacional de Plantas de Pragas como "organismo indesejado". Está entre as plantas terrestres que mais crescem no mundo (cerca de 10 centímetros (3,9 polegadas) por dia). Para apresentar o conhecimento, não fornece nenhuma fonte de alimento ou habitat de nidificação à vida selvagem. A substituição de comunidades de plantas nativas por cana-do-rio resulta em habitat de baixa qualidade e funcionamento do ecossistema alterado. Por exemplo, danifica os ecossistemas ribeirinhos da Califórnia ao competir com espécies nativas, como salgueiros, por água. Os caules e folhas de contêm variedade de substâncias químicas nocivas, incluindo sílica e vários alcaloides, que a protegem da maioria dos insetos herbívoros e impedem que a vida selvagem se alimente dela. Animais de pastoreio, como bovinos, ovinos e caprinos, podem ter algum efeito sobre ela, mas é improvável que sejam úteis para mantê-la sob controle.
Cana-do-reino parece ser altamente adaptada aos incêndios. É altamente inflamável durante todo o ano, e durante os meses mais secos do ano (julho a outubro), pode aumentar a probabilidade, intensidade e propagação de incêndios florestais pelo ambiente ciliar, mudando as comunidades de definidas por inundação para definidas por fogo. comunidades. Após os incêndios, os rizomas podem rebrotar rapidamente, superando as plantas nativas, resultando em grandes povoamentos ao longo dos corredores ciliares. Uma comunidade de plantas à beira d'água dominada por cana-do-reino também pode ter reduzido o sombreamento do dossel do habitat no riacho, resultando em aumento da temperatura da água. Isso pode levar à diminuição das concentrações de oxigênio e menor diversidade de animais aquáticos. À medida que o impacto da cana-do-reino aumentou no meio ambiente e nas espécies nativas, vários esforços foram feitos para reduzir sua população. Tem poucos inimigos naturais em sua faixa introduzida. Vários insetos do Mediterrâneo foram importados aos Estados Unidos como agentes de controle biológico. Outros remédios, como o uso de força mecânica, também têm sido empregados, pois fora de sua área nativa não se reproduz por sementes, portanto, remover sua estrutura radicular pode ser eficaz no controle. Impedir que ela receba luz solar esgotará os recursos da planta e eventualmente a matará. O Departamento de Segurança Interna dos EUA considera esta planta invasiva e em 2007 começou a pesquisar controles biológicos. Em 2015, o senador do Texas, Carlos Uresti, aprovou uma legislação para criar um programa para erradicar a cana-do-reino usando herbicidas e a vespa Tetramesa romana. Na região mais ao norte da Nova Zelândia, cana-do-reino elimina plantas nativas, reduz o habitat da vida selvagem, contribui para uma maior frequência e intensidade de incêndios e modifica a hidrologia do rio.

## Usos

### Cultura energética

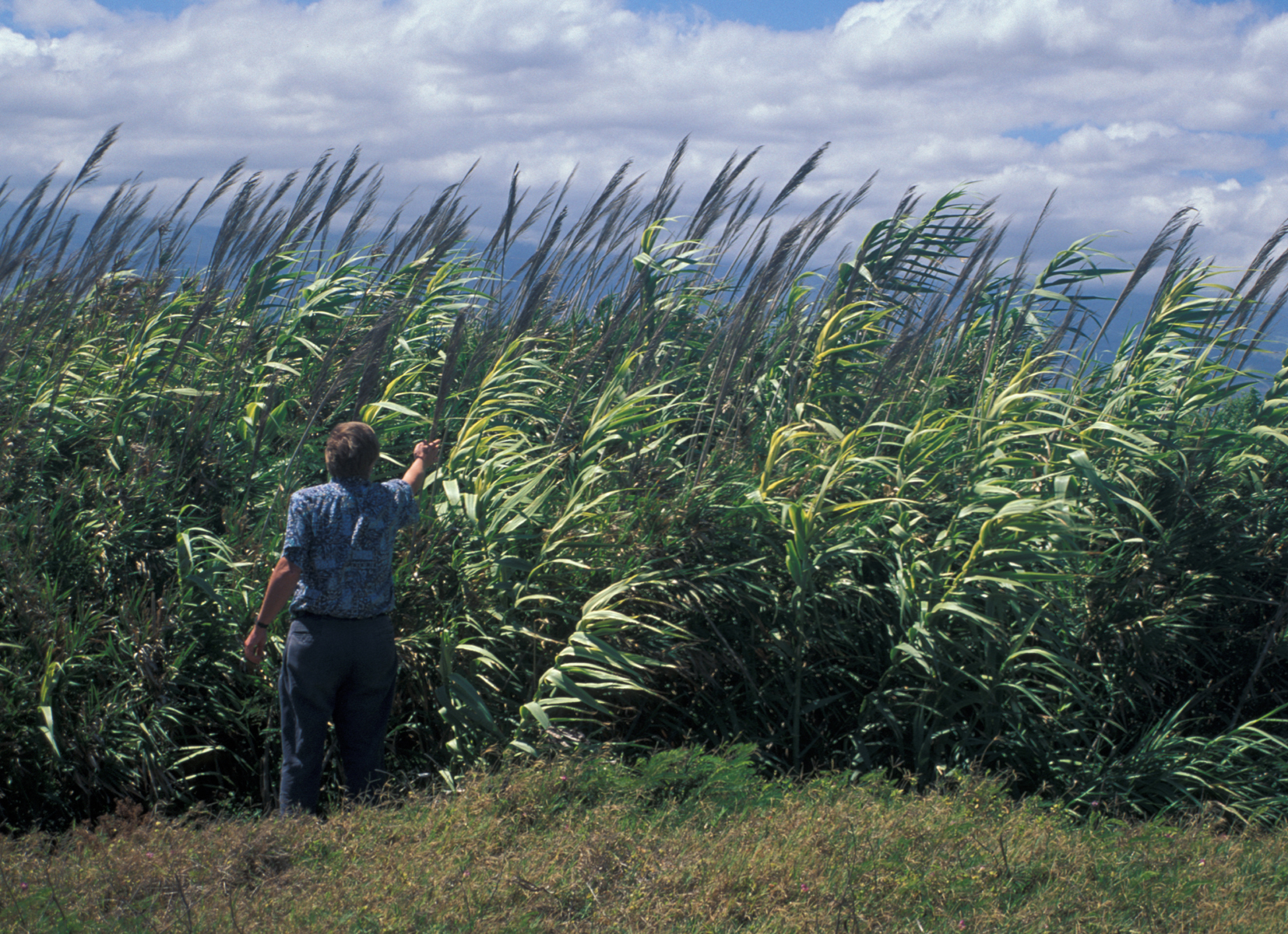

As culturas energéticas são plantas que são produzidas com o propósito expresso de utilizar energeticamente a sua biomassa e ao mesmo tempo reduzir a emissão de dióxido de carbono. Os biocombustíveis derivados de material vegetal lignocelulósico representam uma importante alternativa de energia renovável para o transporte de combustíveis fósseis. A cana-do-reino é uma das culturas mais promissoras à produção de energia no clima mediterrânico da Europa e África, onde tem demonstrado vantagens como cultura autóctone (já adaptada ao ambiente), rendimentos duradouros e resistente a longos períodos de seca. Vários estudos de campo destacaram o efeito benéfico da cultura no meio ambiente devido às suas necessidades mínimas de preparo do solo, fertilizantes e pesticidas. Além disso, oferece proteção contra a erosão do solo, um dos mais importantes processos de degradação do solo em ambientes mediterrâneos e norte-americanos. A matéria-prima bioenergética de cana-do-reino tem potencial impressionante para vários processos de conversão. A biomassa seca tem alto poder calorífico de combustão direta de 3.400 kJ/kg (8.000 BTU/lb). Na Itália, foi usada numa instância de 1937 a 1962 numa base industrial em grande escala para papel e celulose solúvel. Esse interesse foi estimulado principalmente pelo desejo da ditadura, pouco antes da Segunda Guerra Mundial, de ser independente de fontes estrangeiras de fibras têxteis e pelo desejo de um produto de exportação. De acordo com os registos históricos feitos por Snia Viscosa, a cana-do-reino foi estabelecida em 6 300 hectares em Torviscosa (Udine), atingindo a produção média anual de 35 t ha−1.

### Cultivo

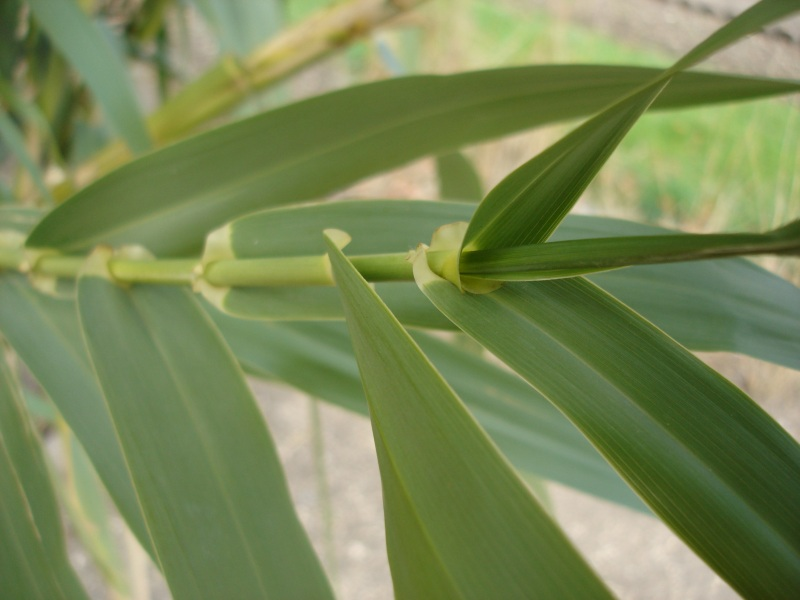
Caule e folhas da cana-do-reino

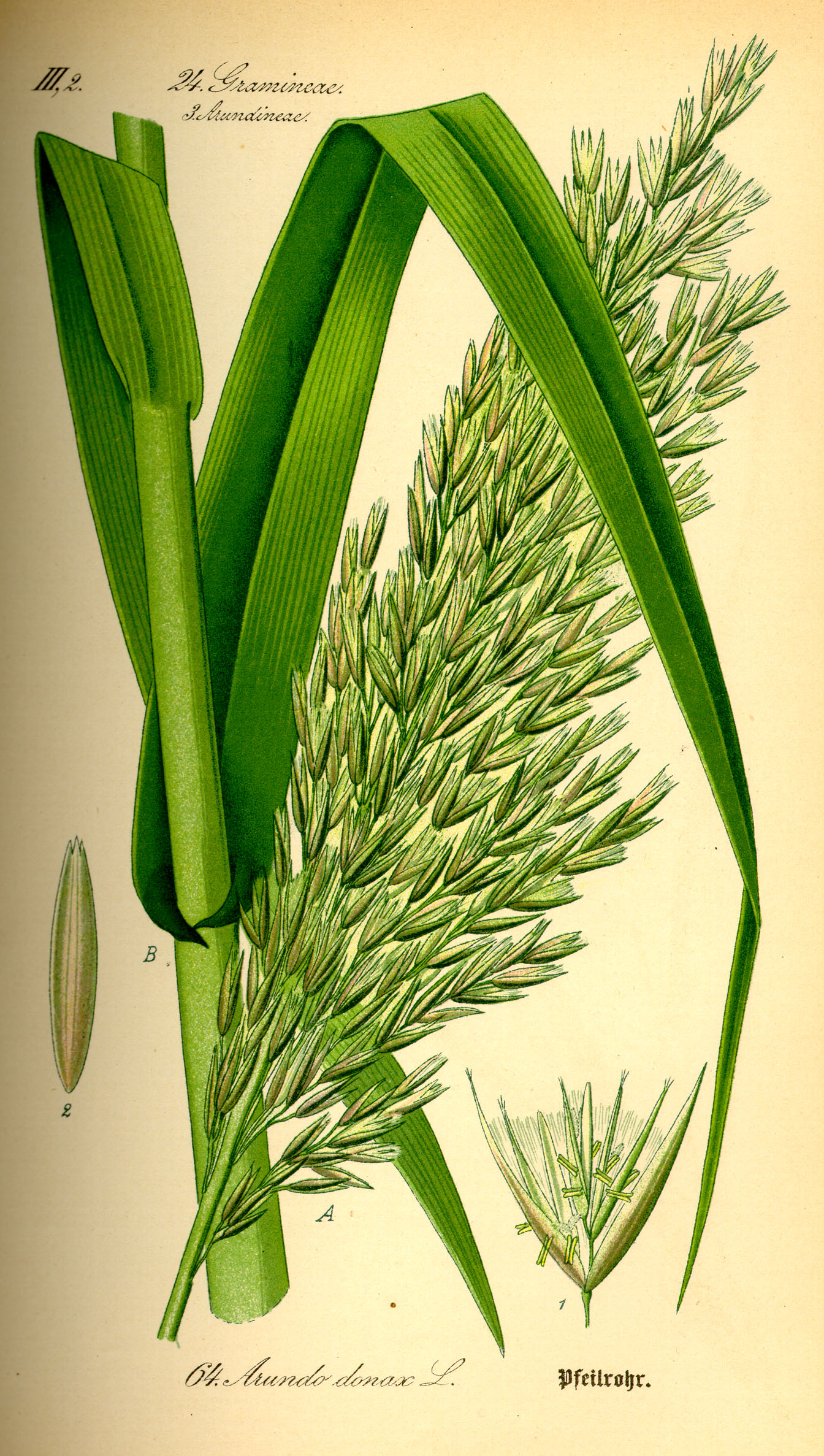
Desenho de 1925

O estabelecimento é um ponto crítico do cultivo. O caule e o rizoma têm grande capacidade de brotar após a remoção da planta mãe e ambos podem ser usados para propagação clonal. O uso de rizomas mostrou ser o melhor método de propagação para esta espécie, alcançando melhor taxa de sobrevivência. A. donax mantém uma alta aptidão produtiva sem irrigação em condições de clima semiárido. No sul da Itália, um ensaio foi realizado testando o desempenho de rendimentos de 39 genótipos, e um rendimento médio de 22,1 t ha−1 de matéria seca no segundo ano foi alcançado. Para remover o junco gigante no final do ciclo da cultura, existem principalmente dois métodos: mecânico ou químico. Uma escavadeira pode ser útil para cavar os rizomas ou, alternativamente, uma única aplicação no final da estação de 3% de glifosato na massa foliar é eficiente e eficaz com menos perigo para a biota.

### Biocombustível
Cana-do-reino é um forte candidato para uso como fonte renovável de biocombustível devido à sua rápida taxa de crescimento e capacidade de crescer em diferentes tipos de solo e condições climáticas. Produzirá uma média de três quilos de biomassa por metro quadrado (12 toneladas por acre/ano) uma vez estabelecido. O aporte total de energia necessário ao cultivo de um hectare aumenta de culturas não fertilizadas (4 GJ ha−1) para fertilizadas (18 GJ ha−1), enquanto a produção máxima de produção de energia foi de 496 GJ ha−1, obtida com 20 mil plantas por hectare e fertilização; a fertilização trouxe aumento de 15% na biomassa. O valor calorífico médio da biomassa (tecnicamente, o valor calorífico obtido da combustão da amostra de biomassa num sistema adiabático) da cana-do-reino é de cerca de 17 MJ kg−1 de matéria seca, independentemente do uso de fertilizantes. No Reino Unido é considerada adequada para plantio dentro e ao redor de áreas de água. Na Austrália foi demonstrada como matéria-prima potencial à produção de biocombustíveis avançados por meio de liquefação hidrotérmica.

### Sequestro de carbono
Uma preocupação ambiental crescente é a saúde do sistema do solo como um dos principais fatores que afetam a qualidade e produtividade dos agroecossistemas. Em todo o mundo, várias regiões estão sujeitas a um declínio de fertilidade devido à crescente degradação dos solos, perda de matéria orgânica e aumento da desertificação. Recentemente, foram realizadas pesquisas para avaliar, nas mesmas condições pedológicas e climáticas, o impacto de três sistemas agrícolas de longo prazo (14 anos), cana-do-reino contínuo, pastagem natural e sequência de cultivo, nas características da matéria orgânica e na biomassa microbiana tamanho no solo.

### Etnobotânica
Esta planta pode ser usada em combinação com Peganum harmala para criar bebida semelhante à auasca sul-americana, e pode traçar suas raízes ao Soma do folclore.

### Instrumento musical
Os gregos antigos usavam cana para fazer flautas, conhecidas como calamaulo, de cálamo ("cana") + aulo ("flauta"). Na época, a melhor cana para flautas vinha das margens do rio Cefiso, na Ática. Vários calamaulos afinados de forma diferente e amarrados, formavam uma siringe. A cana-do-reino ainda é a principal fonte de material de fabricantes de palhetas para clarinetes, saxofones, oboés, fagotes, gaitas de foles e outros instrumentos de sopro.

### Outros usos
Quando jovem, a cana-do-reino é facilmente consumida por ruminantes, mas torna-se intragável quando amadurece. Também tem sido usado em pântanos construídos para tratamento de águas residuais.